# Harry Weinberg

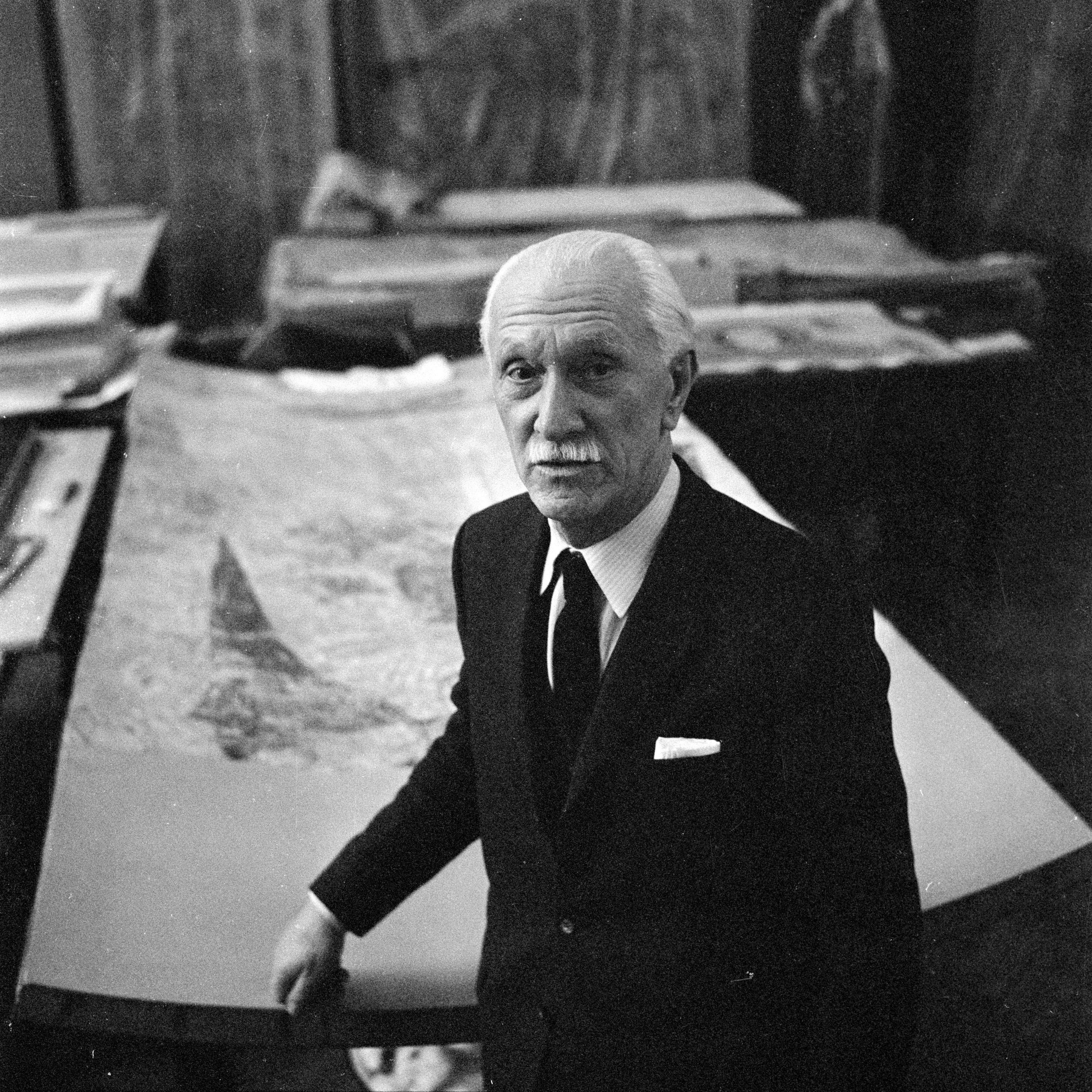
Portret fotograficzny Kazimierza Michałowskiego w Galerii Faras w Muzeum Narodowym w Warszawie autorstwa Weinberga, lata 60. XX wieku

Harry Weinberg (ur. w 1939, zm. 9 kwietnia 2022) – polski fotografik i fotoreporter, uznawany za jednego z wybitnych polskich dokumentalistów XX wieku. Aktywny od lat 50. XX wieku, od 1973 członek Związku Polskich Artystów Fotografików. Ukończył warszawskie Liceum Fotograficzne (w tej samej klasie znaleźli się m.in. Marek Karewicz, Jan Morek, Leszek Suchocki i Jacek Sielski).
W 1968 lub 1971 jego fotoreportaż Przyjedź mamo na przysięgę zdobył pierwszą nagrodę w Ogólnopolskim Konkursie Fotografii Prasowej, a w 1975 zdobył srebrny medal na konkursie fotografii wojskowej w Paryżu. Uczestnik wielu wystaw fotograficznych, przez wiele lat pracował w duecie z Markiem Czudowskim (1938-2021), z którym wykonywali razem swoje słynne akty fotograficzne do kalendarzy i magazynów na zamówienie takich firm jak między innymi FSO.
Tworzył także fotografię reklamową, a jego portrety wykorzystano m.in. na okładkach płyt gramofonowych zespołów Bajm (albumy Bajm i Nagie skały), 2 plus 1 (Greatest Hits – Live), Lombard (Anatomia), Papa Dance (Nasz ziemski Eden, Nasz Disneyland), a także Anny Jurksztowicz (Dziękuję, nie tańczę), Eleni (Miłość jak wino), Zdzisławy Sośnickiej (Aleja gwiazd) czy Leokadii i Bernarda Ładyszów (Ładyszowie).
W 2008 jego prace były prezentowane w ramach wystawy Polska lat 70. w Pałacu Kultury i Nauki. W 2015 w Warszawie odbyła się wystawa jego zdjęć poświęconych Ulicy Próżnej i odbywającym się na niej Festiwalu Kultury Żydowskiej Warszawa Singera.
Jego dorobek bywa wymieniany na równi z pracami takich XX-wiecznych fotografików jak Zbigniew Dłubak, Zofia Rydet, Andrzej Strumiłło, Leonard Sempoliński, Fortunata Obrąpalska, Bronisław Schlabs, Jerzy Lewczyński, Marek Piasecki czy Benedykt Jerzy Dorys, a także Marek Holzman, Wiesław Prażuch, Jan Kosidowski, Tadeusz Rolke czy Piotr Barącz.